# Hallenhockey-Europameisterschaft der Herren 1999
Die Hallenhockey-Europameisterschaft der Herren 1999 war die neunte Ausgabe der Hallenhockey-Europameisterschaft der Herren. Sie fand vom 22. bis 24. Januar 1999 in Slagelse, Dänemark statt. Rekordsieger Deutschland blieb auch weiterhin einziger Europameister, Österreich und Russland stiegen in die „B-EM“ ab.

## Vorrunde

### Gruppe A
| Team 1      | Team 2      | Ergebnis |
| ----------- | ----------- | -------- |
| Deutschland | Polen       | 8 : 3    |
| Russland    | Österreich  | 5 : 4    |
| Polen       | Russland    | 7 : 2    |
| Deutschland | Österreich  | 13 : 3   |
| Österreich  | Polen       | 5 : 9    |
| Russland    | Deutschland | 2 : 11   |

Tabelle
| Rang | Land        | Spiele | Tore  | Differenz | Punkte |
| ---- | ----------- | ------ | ----- | --------- | ------ |
| 1    | Deutschland | 3      | 32:8  | +24       | 6      |
| 2    | Polen       | 3      | 19:15 | −2        | 4      |
| 3    | Russland    | 3      | 9:22  | −13       | 2      |
| 4    | Österreich  | 3      | 12:27 | −15       | 0      |

### Gruppe B
| Team 1     | Team 2     | Ergebnis |
| ---------- | ---------- | -------- |
| Schweiz    | Dänemark   | 4 : 3    |
| Tschechien | Spanien    | 3 : 8    |
| Dänemark   | Spanien    | 4 : 5    |
| Tschechien | Schweiz    | 7 : 8    |
| Spanien    | Schweiz    | 11 : 5   |
| Dänemark   | Tschechien | 7 : 3    |

Tabelle
| Rang | Land       | Spiele | Tore  | Differenz | Punkte |
| ---- | ---------- | ------ | ----- | --------- | ------ |
| 1    | Spanien    | 3      | 24:12 | +12       | 6      |
| 2    | Schweiz    | 3      | 17:21 | −4        | 4      |
| 3    | Dänemark   | 3      | 14:12 | +2        | 2      |
| 4    | Tschechien | 3      | 13:23 | −10       | 0      |

## Spiele um Platz 5–8
| Team 1     | Team 2     | Ergebnis |
| ---------- | ---------- | -------- |
| Russland   | Tschechien | 4 : 5    |
| Österreich | Dänemark   | 5:6      |

## Spiel um Platz 5
| Team 1     | Team 2   | Ergebnis |
| ---------- | -------- | -------- |
| Tschechien | Dänemark | 4 : 10   |

## Spiel um Platz 7
| Team 1   | Team 2     | Ergebnis |
| -------- | ---------- | -------- |
| Russland | Österreich | 5 : 8    |

## Halbfinale
| Team 1      | Team 2  | Ergebnis |
| ----------- | ------- | -------- |
| Deutschland | Schweiz | 12 : 2   |
| Polen       | Spanien | 10 : 5   |

## Spiel um Platz 3
| Team 1  | Team 2  | Ergebnis |
| ------- | ------- | -------- |
| Schweiz | Spanien | 7 : 5    |

## Finale
| Team 1      | Team 2 | Ergebnis |
| ----------- | ------ | -------- |
| Deutschland | Polen  | 9 : 6    |